# Principale (registro d'organo)

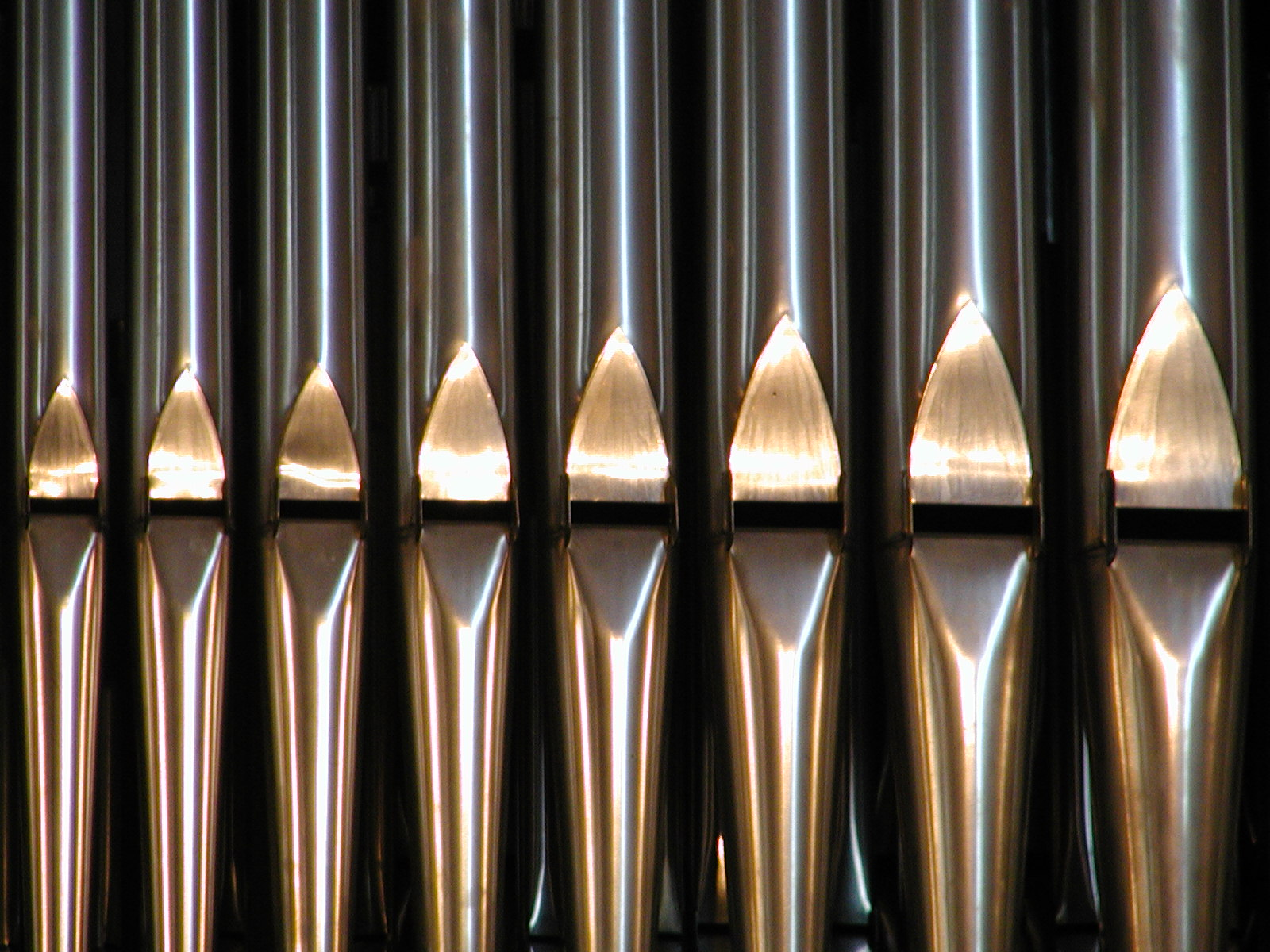
Canne di principale in metallo con bocche a triangolo.

Il principale (negli organi di tipo italiano, francese o tedesco) o diapason (in quelli di tipo inglese) è un particolare registro dell'organo.

## Struttura
Si tratta, in assoluto, del registro ad anima più antico e di quello maggiormente caratterizzante quando si pensa al suono dell'organo. Presente in tutti gli organi, anche se con nomi diversi, è possibile trovarlo nelle misure da 32', 16', 8', 4' ai manuali ed alla pedaliera, e da e 2' generalmente solo nei manuali. Eccezionalmente si può trovare anche il principale da 1', specialmente quando manca il ripieno.
È costituito da canne aperte ad altezza reale, per lo più realizzate in lega di stagno e piombo in proporzioni variabili. Spesso, specialmente nelle misure da 32' e 16', le canne vengono realizzate anche in legno. In alcuni organi, soprattutto nei positivi italiani, sono in legno le prime dodici canne, corrispondenti alla prima ottava, ed in metallo le altre.
Il principale è la base della maggior parte delle possibili combinazioni di registri, prima fra tutte quella del ripieno, formato da tutte le altezze del principale e dalle sue mutazioni di quinta più acute (a cui si possono aggiungere anche altri registri da 8' più larghi e più stretti del principale, per ammorbidirne il suono).
A seconda delle varie scuole nazionali il principale assume diverse caratteristiche: il principale italiano è piuttosto stretto, con suono chiaro e brillante; il prinzipal (o praestant) tedesco ha un'intonazione forte, precisa e pronta ed è dotato di un suono più scuro; il diapason inglese è ancora più forte del registro tedesco e produce un caratteristico suono largo e scuro, tanto da somigliare a quello di un corno; la montre francese, infine, è dotata di una sonorità forte, ma con intonazione più stretta di quella inglese e tedesca, ed il timbro che ne risulta, pertanto, è più argentino.
Nell'organaria tedesca, inoltre, il principale viene spesso modificato sia come timbro (da cui denominazioni come Flöten-Prinzipal o Lieblich-Prinzipal) che come tessitura e intonazione: da queste variazioni derivano alcune particolarità, come, ad esempio, l'Untersatz, una sorta di principale per la pedaliera.

## Utilizzo nell'architettura dell'organo
Le canne di principale in metallo sono le più utilizzate per la realizzazione delle facciate degli organi, anche se finte, usate solo come abbellimento: in questo caso prendono il nome di organetti morti.
Le bocche del principale, talvolta decorate, possono essere di quattro tipi: con bocca romana, soprattutto negli organi barocchi; con bocca gotica o a mitria, la più antica tipologia di bocca di principale, utilizzata in vari organi cinquecenteschi e poi nei secoli XIX e XX; con bocca a triangolo, simile a quella gotica ma con i bordi smussati; con bocca a fiamma, ossia con il labbro superiore che imita la sagoma di una fiamma. In alcuni strumenti, specialmente in quelli costruiti nei primi anni del novecento, in facciata vennero messe canne di registri come la voce angelica, in quanto dotate di bocche molto simili a quelle del principale.